# سامر هیل، نیو ساوت ولز
سامر هیل (به انگلیسی: Summer Hill) یک حومه شهر در استرالیا است که در نیو ساوت ولز واقع شده‌است.